# Emilia Fox
Emilia Lydia Rose Fox (Londres, 31 de juliol de 1974) és una actriu anglesa, coneguda per la seva interpretació de Nikki Alexander a la sèrie de televisió de Silent Witness.
Emilia era filla de l'actor Edward Fox (1937) i de Joanna David (1947). Parla alemany i francès perfectament i va estudiar a la Universitat d'Oxford, Anglaterra.

## Filmografia

### Sèries de televisió
- Pride & Prejudice (1995): Georgiana Darcy
- Rebecca (1997): Mrs De Winter
- David Copperfield (1999): Clara Copperfield
- Other People's Children (1999): Dale Carver
- Randall & Hopkirk (Deceased) (2000 - 2001): Jeannie Hurst
- Henry VIII (2003): Jane Seymour
- Silent Witness (2004 - 2007): Nikki Alexander
- Ballet Shoes (2007): Sylvia Brown
- Fallen Angel (2007)

### Cinema
- The Round Tower (1998): Vanessa Ratcliffe
- El pianista (2002): Dorota
- Prendimi l'anima (2002): Sabina Spielrein
- 3 Blind Mice (2003): Claire Bligh
- Coses per fer abans dels 30 (2004): Kate Taylor
- Secrets de família (2005): Rosie Jones
- El tigre i la neu (2005): Nancy Browning
- Cashback (2006): Sharon Pintey
- Dorian Gray (2009): Lady Victoria Wotton
- The Man Who Married Himself (2010): Sarah (curt)
- Ways to Live Forever (2010): Mare
- A Thousand Kisses Deep (2011): Doris
- Suspension of Disbelief (2013): Claire Jones
- Not Ever (2013): Emily (curt)
- The Devil's Harvest (2014): Nadya
- The Carer (2010): Sophia
- Mum's List (2017)